# Gralingen
Gralingen (en luxemburguès: Grooljen; en alemany:  Gralingen) és una vila de la comuna de Putscheid situada al districte de Diekirch del cantó de Vianden. Està a uns 36 km de distància de la ciutat de Luxemburg.